# Lucius Antonius Saturninus
Antoniusz Saturnin, Lucius Antonius Saturninus (zm.  89) – konsul i wódz rzymski, dowódca dwóch legionów: XIV Gemina i XXI Rapax, stacjonujących w Germanii. Uznawany za pierwszego uzurpatora tytułu cesarza rzymskiego.
Uczyniony senatorem przez Wespazjana. Był dowódcą wojskowym w okresie rządów dynastii Flawiuszów. W 82 roku pełnił urząd konsula dodatkowego (consul suffectus), a następnie został mianowany gubernatorem prowincji Germania Superior. Wykorzystując trudności powstałe wskutek najazdów w prowincjach naddunajskich, w styczniu 89 roku wszczął w obozie Mogontiacum bunt przeciwko cesarzowi Domicjanowi. Zawarł również sojusz z germańskim plemieniem Chattów.
Rewoltą swą pozyskał sympatie niektórych senatorów, co w Rzymie stało się przyczyną szeregu procesów osób podejrzanych o spisek. W 89 roku przeciwko Saturninowi wyruszyła ekspedycja karna złożona z czterech legionów (I Minervia, VI Victrix, X Gemina, XXII Primigenia), nad którą dowództwo objął osobiście Domicjan. Zanim jednak cesarz dotarł do Germanii, bunt został stłumiony przez wojska gubernatora prowincji Germania Inferior, Lappiusa Maximusa. Antoniusz Saturnin został pokonany w bitwie pod Castellum i zabity. W pacyfikacji legionów XIV i XXI odznaczył się m.in. późniejszy cesarz Trajan, który po śmierci Saturninusa przejął namiestnictwo nad Germanią Superior. 
Po buncie Antoniusza Saturnina Domicjan wydał wiele wyroków, z karą śmierci wymierzoną kilkunastu senatorom, oraz wprowadził zasadę stacjonowania w jednym obozie tylko jednego legionu.